# 朱厭
朱厭（しゅえん　Chuyen）は、中国に伝わる怪物。
『山海経』の「西山経」には、小次山に棲んでおり、猿に似た姿で、首は白く脚は赤いと記されている。朱厭の姿が見られると大きな戦争があるといわれている。おなじく『山海経』に書かれている鳧徯（ふけい）や梁渠（りょうきょ）などのように戦乱のきざしと考えられてたといえる。郭璞は「山海経図讃」で「鳧徯朱厭、見則有兵」と戦乱の起こるきざしとされる鳥獣として朱厭の名をピックアップしている。